# Bernart de Panassac
Bernart de Panassac est un donzel ou damoiseau, seigneur d'Arrouède, connu entre 1323 et 1336.

## Biographie
Bernart de Panassac est un des sept troubadours du groupe qui s'est appelée La Sobregaya Companhia Dels VII Trobadors de Tolosa (la Compagnie très gaie des sept troubadours de Toulouse) dans leur lettre d'invitation des poètes à venir concourir à Toulouse le 1er mai 1324. Ces troubadours ont fondé le Consistori del Gay Saber à Toulouse. Il a composé un vers (une chanson métaphysique) en l'honneur de la Vierge Marie :
Le vers subsistant : 
En vos lauzar es, Dona, mos aturs,
Que gentils etz, per qu'es tanh de vos laus,
E'l vostre cors umils, franx e suaus,
Fay me chantar gayamens, car es purs.
E si voletz, Dona, dels mieus cantars,
Soplegui vos que prengatz aquest Vers,
Qu'ie us vuelh servir de ginolhs, cum fay sers,
Som (sic) bo Senhor, car etz de grans afars.
Precios cors blancs e lis, netz e clars,
Cogitan vey mot soen de travers,
Vostras fayssos dins un mantel de pers
Estelat d'aur, foldrat de menutz vars.
E si m pogues valer gienhs, o conjurs
Qu'al vostres pes estes, Dona, repaus
Me fora grans, que vos etz ferma naus,
On vuelh passar a 'l estreg port segurs.
Le bels palaytz on vos etz de . VII. murs
Grans e sobriers es veramens tot claus,
E de valatz mals e larx sobrecaus,
Ab estreg pon, qu'es lens e mot escurs ;
Per qu'ieu vos dic, cors avinens e car,
Qu'intrar no y puesc ses vostre socors.
Donx faytz lo m tal, Dona, de totz bes flors,
Que sia lay qualque vetz mos estars.
Dona, vos etz de merse fons e mars,
On nueyt e jorn se vol banhar amors,
E si no m val la vostra grans valors,
Pauc me valra, Dona, mos alegrars,
Que lauzengiers vils, malvatz e tafars,
Ay trop crezutz, car en lor es enclaus
Lagotz (sic) e tortz, mentirs, falhirs e fraus,
Que malvastar los te malvats e durs.
La terra par, Dona, tot cert azurs
Del loc on etz, que'l fondamens es blaus,
E tenetz hi grius, colombas e paus,
E ses perdo no y intra nulhs prejurs,
E cor no us es, Dona, trobada pars
De gran valor, qu'ieu soy be certz e fis,
Metetz me lay sitot me soy robis
De vos amar ignorans escolars.
Le moine Raimon de Cornet a écrit une glose sur le vers de messire Bernart de Panassac, montrant qu'il a été composé en l'honneur de la Vierge. Ce vers célèbre dans une poésie mystique le doux servage de la Reine des cieux :
Bernat de Panassac,
Del cumtat d'Astarac,
Fec un Vers mot cortes,
Loqual certamen es
Segon mon essen
De la Verges plazen
Mayre de Dieu Maria.
Mas per gran maestria
Lo fetz esperital
Semlan al temporal,
Escuramen parlan ;
E segon mon semlan
Yeu, Ramon de Cornet,
Car trobi lo vers net
Vuelh l'un pauc declarar.
Il est poursuivi par le sénéchal de Toulouse avec une trentaine de co-accusés pour le meurtre de Géraud d'Aguin, jadis baile de Boulaur, à Magnoac, vers 1328. Bernard de Panassac est poursuivi pour avoir donné asile à des meurtriers qui avaient été bannis du royaume.Le sénéchal a ordonné la démolition du château d'Arrouède appartenant à Bernard de Panassac, la saisie de tous ses biens et le paiement d'une double amende de 2 000 livres tournois en monnaie faible et 2 000 livres en monnaie forte à payer au Trésor. Après le jugement, le procureur du roi fit appel a minori et les condamnés a majori. Le parlement de Paris est alors saisi de l'affaire, probablement à la fin de l'an 1330. 
Bernard de Panassac meurt dans cette seconde phase de la procédure, après le 31 mai 1333 et avant le 23 janvier 1336, à Arrouède. Il laisse une veuve, Englesia d'Orbessan, et deux filles, Albria et Mascarosa. La première est fiancée à un officier du roi, Guilhem de Vilars, qui l'a accompagné le roi à Toulouse. Le roi Philippe VI étant présent dans le Midi, sa famille a imploré la clémence royale. Le roi accepte, par lettre du 23 janvier 1336, de faire la remise de l'amende en considération du mariage projeté et à condition qu'il se fasse. Après le mariage de Guilhem de Vilas et d'Albria, le roi fait la remise de la démolition du château d'Arrouède en février 1336. Le parlement de Paris a continué à instruire le procès, ignorant la mort de Bernard de Panassac et la remise de sa condamnation par le roi. Le parlement a confirmé la condamnation du sénéchal de Toulouse mais la sentence est remaniée après que le parlement a été informé des décisions du roi et entérine ses lettres de rémission qui sont incluses dans la sentence d'appel du 23 décembre 1338.
Une canso est aussi attribuée à un Bernart de Panassac qui l'aurait donnée en 1242 à Jean, dit Centulle, comte d'Astarac. Cette canso se trouve dans un chansonnier provençal à Saragosse sous le nom de Mossen Bernat de Penasach, donzel.